# Tropical Blues
Tropical Blues es una historieta italiana de aventuras de la casa Sergio Bonelli Editore, creada por Luigi Mignacco y dibujada por Marco Foderà.
Se trata de una miniserie de 3 números mensuales, editados desde julio a septiembre de 2015.

## Argumento y personajes
La miniserie se inspira en la verdadera historia de Michael Rockefeller, el más joven de los hijos de Nelson, que desapareció durante una expedición en la región Asmat, al sudoeste de la Nueva Guinea Neerlandesa.
El protagonista del cómic es Ray Harvest, un detective privado de San Francisco. Ray ha sido encargado por el rico Mike Somerset de encontrar a su nieto, el joven Mike Somerset III, perdido en el Mar de Arafura, tras repetidos intentos fallidos. Para la búsqueda, el detective pide la ayuda del Capitán Starke, el último que vio a Mike con vida, y de su marinero maorí Joe. Durante el viaje, Ray también encuentra a Maud, la prima del desaparecido, y al Coronel Welsh, que había dirigido las primeras operaciones de rescate.